# Крысин, Леонид Петрович
Леони́д Петро́вич Кры́син (род. 6 июня 1935, Москва, СССР) — советский и российский лингвист, специалист в области лексикологии, семантики, стилистики, лексикографии и социолингвистики.
Доктор филологических наук, профессор, заместитель директора по образовательным проектам, заведующий отделом современного русского языка Института русского языка им. В. В. Виноградова РАН.

## Биография
Сын Петра Ивановича и Надежды Ивановны Крысиных. Окончил филологический факультет МГУ (1958). С 1958 по 1973 год — научный сотрудник Института русского языка АН СССР. В 1965 году под руководством академика В. В. Виноградова защитил кандидатскую диссертацию «Вопросы исторического изучения иноязычных заимствований», которая была издана в виде книги «Иноязычные слова в современном русском языке» (М., 1968).
После увольнения из ИРЯ из-за конфликта с директором Ф. П. Филиным с 1973 по 1983 год работал старшим научным сотрудником ВНИИ Информэлектро, защитил докторскую диссертацию «Социолингвистическое исследование вариантов современного русского литературного языка» (1980).
С 1983 по 1991 год старший, а затем ведущий научный сотрудник Института языкознания АН СССР, с 1991 — главный научный сотрудник Института русского языка им. В. В. Виноградова РАН, с 1997 года — заведующий Отделом современного русского языка и заместитель директора института. Заместитель главного редактора журнала «Известия РАН. Серия литературы и языка», член редколлегии журнала «Русский язык в школе».
Упоминается среди тайных помощников А. И. Солженицына, помогавших прятать и распространять его рукописи.
Супруга — Лидия Ивановна Басова.

## Основные работы
Автор около 250 научных публикаций, включая монографии, словари, учебники:
- Иноязычные слова в современном русском языке. — М., 1968.
- Язык в современном обществе. — М., 1977.
- Жизнь слова: книга для старших классов. — М.: Просвещение, 1980. — 175, [1] с.: табл.
- Социолингвистические аспекты изучения современного русского языка. — М., 1989.
- Толковый словарь иноязычных слов. — М., 1998 (5-е изд. — М., 2003). Свыше 25 тысяч слов и словосочетаний, Библиотека словарей РАН.
- Социолингвистика. — М., 2001 (в соавт. с В. И. Беликовым).
- Русское слово, своё и чужое. — М., 2004.
- Новый словарь иностранных слов : наиболее употребительные иностранные слова, вошедшие в русский язык в XVIII- XX и начале XXI в  / Крысин, Леонид Петрович, Автор (Author); Ененко, Елена Артемовна, Художник (Artist). — М.: Эксмо, 2007. — 475 [5] с. — (Школьные словари) .  Дополнительный тираж 5000 экз. — ISBN 5-699-10276-0.
- Крысин Л. П. Слово в современных текстах и словарях: Очерки о русской лексике и лексикографии. — М.: Знак, 2008. — 320 с. — (Studia philologica). — 1500 экз. — ISBN 978-5-9551-0175-0.
- Крысин Л. П. Язык в современном обществе. — М.: Русское слово, 2012. — 208 с. — (Кладезь знаний). — 1000 экз. — ISBN 978-5-91218-682-0.
- Крысин Л. П. Жизнь слова. — М.: Русское слово, 2014. — 176 с. — (Кладезь знаний). — 2000 экз.
- Крысин Л. П. Статьи о русском языке и русских языковедах. — М.: Флинта; Наука, 2015. — 576 с. — ISBN 978-5-9765-2205-3, ISBN 978-5-02-038932-8.

Принимал участие в составлении издания «Большая энциклопедия Кирилла и Мефодия», подготовке «Толкового словаря русской разговорной речи».
Статьи
- Крысин Л. П. Вспоминая Реформатского // Общественные науки и современность. — 2008. — № 3. — С. 151—155.
- Крысин Л. П. Можно ли по речи узнать интеллигента? // Общественные науки и современность. — 2004. — № 5. — С. 157—164.
- Крысин Л. П. М. В. Панов как социолог языка // Общественные науки и современность. — 2006. — № 6. — С. 115—120.
- Крысин Л. П., Дилигенский Г. Г. Экономика-язык-культура (дискуссия): Г. Г. Дилигенский. Культура и социальная динамика современной России; Л. П. Крысин. Язык — живая саморазвивающаяся система // Общественные науки и современность. — 2001. — № 5. — С. 48-57.
- Крысин Л. П. О некоторых изменениях в русском языке конца XX века // Исследования по славянским языкам. № 5. — Сеул, 2000. — С. 63-91.
- Крысин Л. П. О русском языке наших дней // Изменяющийся языковой мир. — Пермь, 2002.
- Крысин Л. П. Языковая норма и речевая практика // Отечественные записки. 2005. — № 2 (23).

## Интервью
- Радиостанция «Эхо Москвы» / Передачи / Интервью / Воскресенье, 20.04.2003: Леонид Крысин
- Радио СИТИ-FM :: Леонид Крысин: Мат — это неотъемлемая часть русского языка (недоступная ссылка)
- Известия. Ру: Леонид КРЫСИН: «Не хочу, чтобы меня „шокировали монстры“»